# Stasys Janušauskas
Stasys Janušauskas, łot. Stasys Jõnušas (ur. 13 maja 1902 w Lipawie, zm. 16 lutego 1996 w Kownie) – litewski piłkarz, olimpijczyk. Jeden z pionierów piłki nożnej na Litwie.

## Życiorys
Urodził się w Lipawie, położonej na terenach późniejszej Łotwy. Podczas I wojny światowej wyjechał z rodzicami do Homla. W 1921 roku przeniósł się na Litwę. Przez wiele lat pracował jako księgowy w różnych instytucjach w Kownie, m.in. do 1940 roku był kierownikiem departamentu finansowego w Ministerstwie Spraw Wewnętrznych Litwy. W czasie II wojny światowej i po jej zakończeniu pracował w kowieńskich zakładach mlecznych i mięsnych.
Uprawiał piłkę nożną w latach 1921–1931. W 1922 roku zdobył wicemistrzostwo Litwy w barwach klubu LFLS Szańce. W marcu 1923 roku jego bezpośrednim sukcesorem został klub Kovas Kowno, a Janušauskas znalazł się wśród założycieli i członków zarządu. Jako zawodnik Kovas Kowno został trzykrotnym mistrzem Litwy (1924–1926), jednokrotnym wicemistrzem (1931) i jednokrotnym brązowym medalistą (1923).
Otrzymał powołanie do reprezentacji narodowej na Letnie Igrzyska Olimpijskie 1924 (debiut Litwy na igrzyskach olimpijskich). Litwini rozegrali jeden mecz; w pojedynku 1/16 finału reprezentanci tego kraju przegrali z drużyną Szwajcarii 0–9 i odpadli z turnieju. Wystąpił także w rozegranym dwa dni później spotkaniu towarzyskim przeciwko zespołowi egipskiemu (0–10), w którym zagrał 46 minut. W latach 1924–1926 wystąpił łącznie w pięciu spotkaniach, nie zdobywając gola. Ostatni mecz w kadrze zagrał w sierpniu 1926 roku (2–3 z Łotwą).

### Mecze w reprezentacji
| Mecze i gole w reprezentacji | Mecze i gole w reprezentacji | Mecze i gole w reprezentacji | Mecze i gole w reprezentacji | Mecze i gole w reprezentacji | Mecze i gole w reprezentacji | Mecze i gole w reprezentacji | Mecze i gole w reprezentacji     |
| Litwa                        | Litwa                        | Litwa                        | Litwa                        | Litwa                        | Litwa                        | Litwa                        | Litwa                            |
| Lp.                          | Data                         | Miejsce                      | Reprezentacja                | Przeciwnik                   | Wynik                        | Gol                          | Rozgrywki                        |
| ---------------------------- | ---------------------------- | ---------------------------- | ---------------------------- | ---------------------------- | ---------------------------- | ---------------------------- | -------------------------------- |
| 1.                           | 25.05.1924                   | Paryż                        | Litwa                        | Szwajcaria                   | 0:9                          |                              | Letnie Igrzyska Olimpijskie 1924 |
| 2.                           | 27.05.1924                   | Paryż                        | Litwa                        | Królestwo Egiptu             | 0:10                         |                              | Mecz towarzyski                  |
| 3.                           | 20.09.1925                   | Ryga                         | Litwa                        | Łotwa                        | 2:2                          |                              | Mecz towarzyski                  |
| 4.                           | 13.06.1926                   | Tallinn                      | Litwa                        | Estonia                      | 1:3                          |                              | Mecz towarzyski                  |
| 5.                           | 21.08.1926                   | Kowno                        | Litwa                        | Łotwa                        | 2:3                          |                              | Mecz towarzyski                  |